# Хаарла, Рафаэль
Это статья о финском предпринимателе и политике. О районе города Турку см. статью Хаарла
Тойво Рафаэль Вальдемар Хаарла (фин. Toivo Rafael Valdemar Haarla; 6 марта 1876, Корпилахти, Тавастгусская губерния — 1 июня 1938, Тампере, Хяме) — финский предприниматель-промышленник, коммерции советник и праворадикальный политик. Организатор и владелец нескольких предприятий целлюлозно-бумажного кластера, создатель промышленной группы. Корпоративист, активный антикоммунист. Финансист и видный деятель Лапуаского движения, участник антиправительственного мятежа 1932.

## Торговец и промышленник
Родился в семье коммерсанта Элиса Харберга и Эдлы Харберг (Арвелин). Окончив гимназию, работал торговым представителем компании Häkli, Lallukka ja Kumpp. В 1895—1900 управлял магазином. В 1900 году завёл в Тампере собственное дело по оптовой торговле бумажной продукцией. Сменил фамилию Харберг на Хаарла.
В 1903 торговое предприятие Хаарлы было преобразовано в завод Raf. Haarla Oy: n, производящий блокноты, школьные тетради, конверты и бумажные салфетки. Производство и реализацию удалось быстро расширить. В 1910-х годах фирма Хаарлы являлась одной из крупнейших в отрасли.
В 1916—1922 Рафаэль Хаарла был депутатом городского совета Тампере.
Когда в 1918, уже в независимой Финляндии, производители бумаги создали картель, Хаарла отказался к нему присоединиться. В 1920 он учредил в Тампере собственную бумажную фабрику Haarlan Paperitehdas Oy: n. С 1926 в Лиевестуоре (Лаукаа) заработал целлюлозно-бумажный комбинат Haarlan Selluloosayhtiö Oy: n. В 1929 Харрла приобрёл пакет акций целлюлозных заводов в Котке и Лохье. С 1927 ему принадлежала также бумажная фабрика в Таллинне.
В 1924 Рафаэль Хаарла получил титул коммерции советника. Тогда же он формально оставил пост директора компании, передав его своему младшему сыну Лаури Хаарле. Реально основные решение по-прежнему принимались Хаарлой-старшим.
Бренд Haarla в финской бумажной промышленности сохранялся до 1989.

## Ультраправый политик
Рафаэль Хаарла придерживался крайне правых политических взглядов, был убеждённым националистом и антикоммунистом. Он активно поддерживал белых в гражданской войне 1918. В независимой Финляндии выступал за установление авторитарного режима, был противником парламентской системы.
Коммунисты и социалисты ненавидели Хаарлу. Он дважды становился объектом покушений — в 1918 и 1920 годах. Распространённость социалистических настроений в Тампере стала одной из причин перевода основных предприятий в центральные и северные районы, где преобладали консервативно настроенные рабочие.
В мае 1929 по инициативе Хаарлы был создан правый Союз фронтовиков из белых ветеранов гражданской войны, которую некоторое время возглавлял старший сын Рафаэля Хаарлы Эйно Хаарла. Хаарла-старший являлся её финансистом.
При этом Рафаэль Хаарла не был ни либералом, ни даже консерватором. Его социально-экономические и политические взгляды (изложенные в работе Битва коллективных договоров: политический взгляд на профессиональные организации, изданной в 1929 и в публикациях журнала Rintamamies) основывались на фашистском корпоративизме. Запрещая на своих предприятиях марксистские организации, Хаарла создавал хорошие условия труда, организовал систему участия рабочих в прибылях, занимался благотворительностью.
Такие позиции закономерно привели Рафаэля Хаарлу в ультраправое Движение Лапуа Вихтори Косолы. Хаарла являлся одним из главных финансистов движения, с энтузиазмом поддерживал акции прямого действия. Участвовал в Мянтсяльском мятеже, был осуждён на шесть месяцев тюрьмы. Эйно Хаарла участвовал в похищении и избиении социал-демократического политика Вяйнё Хаккилы, совершённом группой капитана Арви Калсты.
После запрещения Движения Лапуа Рафаэль Хаарла примкнул к созданному на его основе Патриотическому народному движению (IKL). Однако руководство IKL дистанцировалось от Хаарлы из-за его увлечения масонством. Хаарла порвал с движением, но продолжал политическую активность в рамках Союза фронтовиков.

## Семья
Рафаэль Хаарла был дважды женат. В первом браке его женой являлась Рууса Кескинен, во втором (после смерти Руусы) — Лидия Хурст. Имел сыновей Лаури и Эйно и дочь Анну-Лийсу.
Брат Рафаэля Хаарлы — Лаури Суло Хаарла — известный финский писатель, поэт и историк.
Внук Рафаэля Хаарлы — Пекка Хаарла — продолжатель семейного бизнеса и консервативный политик, депутат парламента от партии Национальная коалиция.
С 1924 до кончины в 1938 Рафаэль Хаарла жил в Тампере во дворце, построенном в стиле неоклассицизма (здание является одним из достопримечательностей Тампере). В 1929 приобрёл знаменитое имение Лаукон в Весилахти.

## Меценатство в Тампере
Хаарла подарил городу Тампере скульптуры работы Вяйнё Аалтонена, изображающие историю Пирканмаа. Он также пожертвовал средства на памятник Маннергейму работы Эверта Порилы в Тампере.